# Campionati europei di sollevamento pesi 1934
I Campionati europei di sollevamento pesi 1934, 26ª edizione della manifestazione, si svolsero a Genova, al Teatro Giardino d'Italia, dal 10 all'11 novembre 1934.

## Formula
La formula prevedeva tre serie di sollevamenti:
- sollevamento a distensione a due mani;
- sollevamento a strappo a due mani;
- sollevamento a slancio a due mani.

## Titoli in palio
| Categoria            | Eventi        |
| -------------------- | ------------- |
| Pesi piuma           | 60 kg         |
| Pesi leggeri         | 67,5 kg       |
| Pesi medi            | 75 kg         |
| Pesi massimi leggeri | 82,5 kg       |
| Pesi massimi         | Oltre 82,5 kg |

## Nazioni partecipanti
Le nazioni che hanno partecipato ai campionati furono 9 per un totale di 33 atleti partecipanti. Tra parentesi i partecipanti per nazione.
- Austria  ( )
- Cecoslovacchia  ( )
- Francia  ( )
- Germania  ( )
- Italia  (9)

## Risultati
Nella categoria dei pesi piuma l'Italia vinse per il minor peso dell'atleta; nei pesi leggeri la medaglia d'oro venne attribuita a pari merito per il peso uguale dei due atleti di Francia e Austria e la medaglia d'argento non fu assegnata.
| Evento         | Oro             | Oro   | Argento           | Argento | Bronzo            | Bronzo |
| -------------- | --------------- | ----- | ----------------- | ------- | ----------------- | ------ |
| 60 kg.         | Attilio Bescapè | 285,0 | Max Walter        | 285,0   | Franz Andrysek    | 282,5  |
| 67,5 kg.       | René Duverger   | 312,5 | non attribuita    |         | Adolf Wagner      | 295,0  |
| 67,5 kg.       | Robert Fein     | 312,5 | non attribuita    |         | Adolf Wagner      | 295,0  |
| 75 kg.         | Rudolf Ismayr   | 347,5 | Theodor Heitzmann | 332,5   | Karl Hipfinger    | 330,0  |
| 82,5 kg.       | Fritz Haller    | 370,0 | Eugen Deutsch     | 365,0   | Josef Zeman       | 342,5  |
| Oltre 82,5 kg. | Václav Pšenička | 385,0 | Josef Manger      | 382,5   | Josef Straßberger | 382,5  |

## Medagliere
| Posiz. | Nazione        | Oro | Argento | Bronzo | Totale |
| ------ | -------------- | --- | ------- | ------ | ------ |
| 1      | Austria        | 2   | 1       | 3      | 6      |
| 2      | Germania       | 1   | 3       | 2      | 6      |
| 3      | Cecoslovacchia | 1   | 0       | 0      | 1      |
| 3      | Francia        | 1   | 0       | 0      | 1      |
| 3      | Italia         | 1   | 0       | 0      | 1      |
| Totale | Totale         | 6   | 4       | 5      | 15     |